# Сиддикуи, Дэниш
Дэ́ниш Сидди́куи (также: Сиддики; англ. Danish Siddiqui; 19 мая 1983, Нью-Дели — 16 июля 2021, Спин-Булдак, Кандагар) — индийский фотожурналист из Дели; возглавлял национальную команду Reuters Multimedia. Он получил Пулитцеровскую премию 2018 года за художественные фотографии в составе команды Reuters за документальное оформление кризиса с беженцами рохинджа. В 2021 году он был убит при освещении столкновения между афганскими силами безопасности и силами талибов возле пограничного перехода с Пакистаном.

## Юность и образование
Отец Сиддики был деканом педагогического факультета в Jamia Millia Islamia (JMI). Сиддики вырос по соседству с университетом и поступил в школу Агнел, Нью-Дели.
Он получил степень по экономике в JMI, а затем в 2007 году продолжил обучение в Центре исследований массовых коммуникаций AJK в Джамии по специальности « Массовые коммуникации».

## Карьера
Сиддики начал свою карьеру в качестве корреспондента Hindustan Times, а затем перешёл на TV Today Network. Он переключился на фотожурналистику и в 2010 году начал работать в Reuters в качестве стажёра. С тех пор Сиддики освещал битву при Мосуле (2016—2017 гг.), Землетрясение в Непале в апреле 2015 г., кризис беженцев рохинджа в 2015 г., протесты в Гонконге в 2019—2020 гг., Беспорядки в Дели в 2020 г. и пандемию COVID-19 среди других историй на юге страны. Азия, Ближний Восток и Европа.
С июля 2021 года он служил в качестве прикомандированного журналиста в афганском спецназе, чтобы задокументировать наступление талибов, что станло его последним заданием.

### Значимые фотографии
Фотография, сделанная во время беспорядков в Дели в 2020 году, на которой запечатлен линчевание мусульманина индуистской бандой, была отмечена агентством Reuters как одна из определяющих фотографий года. BBC News, National Public Radio и The Caravan отметили, что это определяющее изображение беспорядков. Ещё одна фотография, на которой правый активист-подросток, размахивающий пистолетом в направлении протестующих на глазах у полиции, стала свидетельством «наглости индуистских националистов» после принятия Закона о гражданстве (поправка) 2019 года.
Его фотографии, изображающие массовые кремации жертв COVID-19 в Индии, вызвали возмущение среди индуистских националистов. Правые новостные порталы атаковали Сиддики за то, что тот использовал «индуистские страдания» и личное горе.

## Награды
В 2018 году он стал первым индийцем вместе с Аднаном Абиди, получившим Пулитцеровскую премию в области художественной фотографии (в составе фотографа агентства Reuters) за документальное оформление кризиса беженцев рохинджа в 2015 году. В 2013 году Сиддики занял третье место в категории «Искусство и культура» на Sony World Photography Awards 2013.

## Личная жизнь
Сиддики был мусульманином. Он был женат на Рике, гражданке Германии. У них было двое детей.

## Смерть
Сиддики был убит вместе со старшим афганским офицером при освещении столкновения между афганскими спецназом и повстанцами Талибана в Спин-Булдаке, Кандагар, 15 июля 2021 года. Его тело было передано Афганскому Красному Полумесяцу.

### Обстоятельства
По словам местных афганских официальных лиц, а также членов движения «Талибан», Сиддики был убит талибами в результате перестрелки из засады. Талибы изувечили тело и проявили неуважение к нему.
Майкл Рубин (в статье для Washington Examiner от 29 июля 2021 года) процитировал несколько неназванных источников, чтобы утверждать, что талибы устранили его в ходе запланированной операции, которая была скрыта правительством США. Он утверждал, что в рамках этой операции они напали на мечеть, куда Сиддики отправился за оказанием первой помощи, схватили его, установили его личность и затем казнили, отбившись от афганских сил, пришедших на помощь. Эта статья была немедленно воспроизведена в нескольких основных индийских СМИ.
The New York Times (NYT) не смогла подтвердить рассказ о казни. Однако тогдашний представитель Афганских национальных сил обороны и безопасности (ANDSF) сообщил India Today, что Сиддики действительно казнили талибы. Сообщение CNN-News18 с тех пор подтвердило версию событий Рубина от афганских и индийских разведчиков; Наличие около дюжины огнестрельных ранений на его торсе с близкого расстояния подтверждается его тезисом.

### Увечье и возвращение тела
Талибан изувечил его тело, прежде чем вернуть его, хотя они по-прежнему отрицают факт совершения этого акта.
Ахмад Лодин, глава газеты «Афган Орбанд Уикли», заявил 19 июля Newslaundry, что талибы передали «неуважительно» и «изуродованный» труп Сиддики только после продолжительных переговоров. Рубин в своей статье заявил, что просмотрел фотографии и видео с изображением тела Сиддики из источника в правительстве Индии, на которых видны травмы головы и множественные пулевые ранения.
31 июля NYT изучило несколько фотографий трупа Сиддики из различных источников и подтвердило эти утверждения. На фотографиях, сделанных вскоре после его смерти в окружении, по всей видимости, повстанцев Талибана, не было обнаружено каких-либо следов увечий, но на фотографиях, сделанных после того, как труп был обнаружен правительством, видны такие признаки. Сотрудник афганского здравоохранения, который получил тело в больнице Мирваис в Кандагаре около 20:00, обнаружил, что лицо Сиддики неузнаваемо, в то время как индийские официальные лица отметили следы шин на лице и груди в дополнение к примерно 12 огнестрельным ранениям на его теле, напоминающим «близко-диапазонные травмы». Репортаж CNN-News18 подтвердил эти детали: Талибан проехал на Хамви ему по лицу и груди по причинам, которые так и остались невыясненными.

### Реакции

#### Неофициальные
- Правые СМИ, правые пользователи социальных сетей и сторонники индуистского националистического правительства Моди праздновали смерть Сиддики, а некоторые даже приписывали его смерть плохой карме[10][24][39][40].
- Талибы отрицали, что знали о его присутствии в окружении, попавшем в засаду, и выразили сожаление в связи с его смертью.[41] За несколько дней до завершения успешного наступления в Афганистане они обвинили Сиддики в том, что он не скоординировал свои действия со своими силами[42].

#### Официальные
- Индия: Foreign Secretary Harsh Vardhan Shringla condemned the Taliban actions at an event of the United Nations Security Council[43]. The Minister for Information and Broadcasting, Anurag Thakur, expressed his condolences[44].
- США: Государственный департамент США Principal Deputy Spokesperson Jalina Porter called it a «tremendous loss»[45].
- Афганистан: Президент Афганистана Aшраф Гани expressed shock and offered his condolences while reiterating the affording of absolute protection to media personnel[46].
- ООН: UN Secretary General António Guterres expressed his grief[47]. UNESCO Director-General Audrey Azoulay meanwhile condemned the killing[48].

### Захоронение
Гроб Сиддики прибыл в Индию вечером 18 июля 2021 года. В ту же ночь его тело было похоронено на кладбище Джамия Миллия Исламия. Сотни людей пришли на похороны.